# Qualificazioni al campionato europeo maschile di calcio 2008 - Gruppo D

## Classifica
| Squadra    | P.ti | G  | V | N | P  | GF | GS | DR  |
| ---------- | ---- | -- | - | - | -- | -- | -- | --- |
| Rep. Ceca  | 29   | 12 | 9 | 2 | 1  | 27 | 5  | +22 |
| Germania   | 27   | 12 | 8 | 3 | 1  | 35 | 7  | +28 |
| Irlanda    | 17   | 12 | 4 | 5 | 3  | 17 | 14 | +3  |
| Slovacchia | 16   | 12 | 5 | 1 | 6  | 33 | 23 | +10 |
| Galles     | 15   | 12 | 4 | 3 | 5  | 18 | 19 | -1  |
| Cipro      | 14   | 12 | 4 | 2 | 6  | 17 | 24 | -7  |
| San Marino | 0    | 12 | 0 | 0 | 12 | 2  | 57 | -55 |

Legenda: G = partite giocate; V = partite vinte; N = partite pareggiate; P = partite perse; GF = reti segnate; GS = reti subite; DR = differenza reti; PT = punti.

## Risultati
| Arbitro: | Eriksson |

|                 |           |                    |
| Lafata 76’, 89’ | Marcatori | 85’ (aut.) Jiránek |

| Arbitro: | Orekhov |

|                                                    |           |              |
| Škrtel 9’ Mintál 33’, 55’ Šebo 43’, 48’ Karhan 52’ | Marcatori | 90’ Yiasoumi |

| Arbitro: | Medina Cantalejo |

|              |           |  |
| Podolski 57’ | Marcatori |  |

| Arbitro: | Bennett |

|  |           |                            |
|  | Marcatori | 10’, 21’ Sionko 57’ Koller |

| Arbitro: | Selçuk |

|  |           | |
|  | Marcatori | 11’, 43’, 62’, 70’ Podolski 28’, 47’ Schweinsteiger 29’, 44’ Klose 34’ Ballack 65’, 72’ Hitzlsperger 88’ Friedrich 89’ (rig.) Schneider |

| Arbitro: | van Egmond |

|          |           |                                                  |
| Bale 37’ | Marcatori | 14’ Švento 32’, 39’ Mintál 51’ Karhan 59’ Vittek |

| Arbitro: | Aliyev |

|                                                                |           |  |
| Kulič 15’ Polák 22’ Baroš 28’, 68’ Koller 43’, 52’ Jarolím 49’ | Marcatori |  |

| Arbitro: | Batista |

|                                                                 |           |                      |
| Konstantinou 9’, 50’ (rig.) Garpozis 15’ Charalambidis 59’, 84’ | Marcatori | 7’ Ireland 43’ Dunne |

| Arbitro: | Layec |

|             |           |            |
| Kilbane 62’ | Marcatori | 63’ Koller |

| Arbitro: | Hauge |

|           |           |                                                  |
| Varga 58’ | Marcatori | 13’, 72’ Podolski 25’ Ballack 36’ Schweinsteiger |

| Arbitro: | Granat |

|                                     |           |           |
| Koumas 33’ Earnshaw 38’ Bellamy 72’ | Marcatori | 83’ Okkas |

| Arbitro: | Fröjdfeldt |

|           |           |             |
| Okkas 43’ | Marcatori | 15’ Ballack |

| Arbitro: | Isaksen |

|                                              |           |  |
| Reid 6’ Doyle 24’ Keane 31’, 57’ (rig.), 85’ | Marcatori |  |

| Arbitro: | Rasmussen |

|            |           |                           |
| Marani 86’ | Marcatori | 49’ Kilbane 90+4’ Ireland |

| Arbitro: | Hauge |

|             |           |  |
| Ireland 39’ | Marcatori |  |

| Arbitro: | Lehner |

|               |           |                                   |
| Aloneftis 45’ | Marcatori | 54’ Vittek 67’ Škrtel 77’ Jakubko |

| Arbitro: | Rosetti |

|           |           |                  |
| Baroš 77’ | Marcatori | 42’, 62’ Kurányi |

| Arbitro: | Bebek |

|           |           |  |
| Kováč 22’ | Marcatori |  |

| Arbitro: | Baskakov |

|           |           |  |
| Doyle 12’ | Marcatori |  |

| Arbitro: | Tchagharyan |

|                                     |           |  |
| Giggs 3’ Bale 20’ Koumas 63’ (rig.) | Marcatori |  |

| Cardiff 2 giugno 2007, ore 16:00 CET | Galles   | 0 – 0 referto | Rep. Ceca | Millennium Stadium\| Arbitro: \| Allaerts \| |
| Arbitro:                             | Allaerts |               |           |                                              |

| Arbitro: | Asumaa |

|                                                                   |           |  |
| Kurányi 45’ Jansen 52’ Frings 56’ (rig.) Gómez 63’, 65’ Fritz 67’ | Marcatori |  |

| Arbitro: | Benquerença |

|                                    |           |                      |
| Ďurica 10’ (aut.) Hitzlsperger 43’ | Marcatori | 20’ (aut.) Metzelder |

| Arbitro: | Janku |

|  |           |           |
|  | Marcatori | 54’ Okkas |

| Arbitro: | Filipović |

|  |           |                                          |
|  | Marcatori | 33’ Rosický 75’ Jankulovski 90+3’ Koller |

| Arbitro: | Mejuto González |

|  |           |               |
|  | Marcatori | 6’, 60’ Klose |

| Arbitro: | Farina |

|                       |           |                      |
| Klimpl 37’ Čech 90+1’ | Marcatori | 7’ Ireland 57’ Doyle |

| Arbitro: | Duhamel |

|                 |           |                                                            |
| Mintál 12’, 57’ | Marcatori | 22’ Eastwood 34’, 41’ Bellamy 78’ (aut.) Ďurica 90’ Davies |

| Arbitro: | Kulbakov |

|                                   |           |  |
| Makridis 15’ Aloneftis 41’, 90+2’ | Marcatori |  |

| Arbitro: | Vassaras |

|                 |           |  |
| Jankulovski 15’ | Marcatori |  |

| Arbitro: | Wilmes |

|                                                                                |           |  |
| Hamšík 24’ Šesták 32’, 57’ Sapara 37’ Škrtel 51’ Hološko 54’ Ďurica 76’ (rig.) | Marcatori |  |

| Arbitro: | Bertolini |

|                                  |           |             |
| Okkas 59’, 68’ Charalambidis 79’ | Marcatori | 21’ Collins |

| Dublino 13 ottobre 2007, ore 20:45 CET | Irlanda | 0 – 0 referto | Germania | Croke Park\| Arbitro: \| Hansson \| |
| Arbitro:                               | Hansson |               |          |                                     |

| Arbitro: | Zammit |

|           |           |                         |
| Selva 73’ | Marcatori | 13’ Earnshaw 36’ Ledley |

| Arbitro: | Vuorela |

|              |           |               |
| Finnan 90+2’ | Marcatori | 80’ Okkarides |

| Arbitro: | Webb |

|  |           |                                     |
|  | Marcatori | 2’ Sionko 23’ Matějovský 63’ Plašil |

| Arbitro: | Oriekhov |

|                        |           |                     |
| Koumas 23’, 89’ (rig.) | Marcatori | 31’ Keane 60’ Doyle |

| Arbitro: | Rasmussen |

|                                                  |           |  |
| Fritz 2’ Klose 20’ Podolski 53’ Hitzlsperger 82’ | Marcatori |  |

| Arbitro: | Asumaa |

|                                   |           |                   |
| Grygera 13’ Kulič 76’ Rosický 83’ | Marcatori | 79’ (aut.) Kadlec |

| Arbitro: | Paniashvili |

|  |           |                      |
|  | Marcatori | 11’ Pudil 74’ Koller |

| Francoforte 21 novembre 2007, ore 20:30 CET | Germania | 0 – 0 referto | Galles | Commerzbank-Arena\| Arbitro: \| Balaj \| |
| Arbitro:                                    | Balaj    |               |        |                                          |

| Arbitro: | Sipailo |

|  |           |                                                   |
|  | Marcatori | 42’ Michalík 51’, 57’ Hološko 53’ Hamšík 83’ Čech |

## Classifica marcatori
| Pos. | Giocatore           | Nazionale  | Gol |
| ---- | ------------------- | ---------- | --- |
| 1    | Lukas Podolski      | Germania   | 8   |
| 2    | Jan Koller          | Rep. Ceca  | 6   |
| 2    | Marek Mintál        | Slovacchia | 6   |
| 4    | Miroslav Klose      | Germania   | 5   |
| 4    | Ioannis Okkas       | Cipro      | 5   |
| 6    | Kevin Doyle         | Irlanda    | 4   |
| 6    | Thomas Hitzlsperger | Germania   | 4   |
| 6    | Stephen Ireland     | Irlanda    | 4   |
| 6    | Robbie Keane        | Irlanda    | 4   |
| 6    | Jason Koumas        | Galles     | 4   |